# Wii国际象棋
《通信对局 国际象棋》是由任天堂开发，2008年1月在欧洲廉价零售发行的Wii游戏。2008年9月，游戏在日本作为“通信对局”的第三作，以“通信对局 国际象棋”名义发行，通过WiiWare下载发行。游戏没有在美国等区域发行，这是唯一没有在这些国家发行的Wii系列游戏。《Wii国际象棋》使用Loop Express国际象棋引擎。

## 玩法
玩家使用Wii遥控器游玩，不过游戏是通过十字键操作，而非使用游标功能。
游戏有指导行棋方式的新手教程。玩家还可记录与回放游戏过程。玩家可以通过任天堂Wi-Fi连接在线对弈，欧版和日版玩家可以互相联机。

## 评价
英国的《官方任天堂杂志》打出78%，杂志称赞了多人模式，但批评游戏枯燥的画面难以吸引非象棋玩家。Eurogamer打出7/10，称虽然游戏有一些“妙招”，但不值游戏之售价。